# Aéroport Binaka
L'aéroport de Binaka (code IATA : GNS) est un aéroport basé à Gunungsitoli, de Sumatra du Nord,.

## Compagnies et destinations
| Compagnies       | Destinations                               |
| ---------------- | ------------------------------------------ |
| Citilink         | Medan-Kualanamu                            |
| Garuda Indonesia | Djakarta-S.-Hatta, Medan-Kualanamu         |
| Susi Air         | Sables-d'Olonne-Talmont, Sibolga, Silangit |
| Wings Air        | Medan-Kualanamu, Padang-Tabing             |

## Situation
| Banda Aceh Denpasar Pangkal · Pinang Tanjung · Pandan Djakarta-Soekarno-Hatta Bengkulu Solo Semarang Pangkalan · Bun Palangkaraya Sampit Palu Djakarta-Halim Perdanakusuma Samarinda Malang Surabaya Balikpapan Ende Kupang Komodo Gorontalo Jambi Bandar Lampung Ambon Tarakan Ternate Manado Gunung · Sitoli Medan Wamena Biak Merauke Timika Jayapura Pekanbaru Batam Tanjung · Pinang Bau-Bau Banjarmasin Makassar Palembang Bandung Pontianak Ketapang Bima Lombok Manokwari Sorong Padang Yogyakarta |